# Actinotus schwarzii
Actinotus schwarzii är en flockblommig växtart som beskrevs av Ferdinand von Mueller. Actinotus schwarzii ingår i släktet Actinotus och familjen flockblommiga växter. Inga underarter finns listade i Catalogue of Life.